# Badr Hari

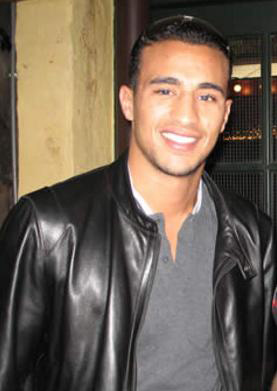
Badr Hari

Badr Hari, född 8 december 1984 i Amsterdam, är en nederländsk-marockansk kickboxare på internationell elitnivå. Han kallas Badr "The golden boy" Hari. Han har Mike's Gym i Amsterdam som hemklubb. Han har varit tungviktsmästare i K-1 var finalist i K-1 World GP 2008. Han förlorade sin K1-titel på grund av osportsligt uppträdande mot Remy Bonjasky.. Badr Hari har gått 66 matcher 60 vinst,  5 förlust, 1 lika, 49 Ko. K-1 Fights 4 vinst, 2 förlust och 2 ko. 

## Fotnoter
1. ↑  Bonjasky Wins K-1 World GP; Hari Loses It Arkiverad 10 januari 2009 hämtat från the Wayback Machine.